# TryCour
TryCour（トライクール）は、日本の女性ダンス&ボーカルグループ。。Bloom-Monster所属。

## 概要
結成
- 7月1日、山開きの日に富士山9.5合目でパフォーマンスを行い始動開始[2]
- 「夢×挑戦」をコンセプトで様々な挑戦を行いながら成長するダンスボーカルユニットとして活動を行っている

グループ名について
- TryCourの「Try」は挑戦という意味で様々な事に挑戦し成長するという言葉と「Cour」はパルクールからでアクロバットなパフォーマンスを行うという意味。

活動方針について
- パフォーマンスを行える場所であれば、どこででもパフォーマンスを行う。

## メンバー
| 名前 | 生年月日       | 出身地 | 血液型 | 担当              | 備考 |
| ---- | -------------- | ------ | ------ | ----------------- | ---- |
| Yuna | 2006年10月10日 | 東京都 |        | Actor / Performer |      |

## 音楽配信
| # | 発売日         | タイトル   | 順位 |
| - | -------------- | ---------- | ---- |
| 1 | 2021年07月01日 | ひらり舞う |      |

## 出演

### Web番組
- AKIHABARA Agriculture（2021年7月 - 、AKIBA.TV）

### CM
- DRAW MY AKIBA、UDX

## 受賞歴
- 日本一ネット 日本で一番高い所でパフォーマンスを行ったダンスユニット（日本一認定、3,600m上空での新曲披露 - YouTube）